# Geelringtiran
De geelringtiran (Conopias cinchoneti) is een zangvogel uit de familie Tyrannidae (tirannen).

## Verspreiding en leefgebied
Deze soort komt voor van Colombia tot Peru en telt twee ondersoorten:
- C. c. icterophrys: van centraal Colombia tot noordwestelijk Venezuela.
- C. c. cinchoneti: van oostelijk Ecuador tot centraal Peru.

## Status
De grootte van de populatie is niet gekwantificeerd maar de soort wordt omschreven als vrij algemeen maar met een versnipperde verspreiding. Aangenomen wordt dat deze soort snel achteruitgaat door ontbossing. Op de Rode lijst van de IUCN heeft deze soort de status kwetsbaar.